# Kralupi
Kralupi su naseljeno mjesto u općini Konjic, Federacija Bosne i Hercegovine, BiH.
Nalazi se sjeverno od Jablaničkog jezera, u blizini ušća rijeke Kraljuštice.

## Stanovništvo

### 1991.
Nacionalni sastav stanovništva 1991. godine, bio je sljedeći:
ukupno: 352
- Muslimani – 216
- Srbi – 12
- Jugoslaveni – 1
- ostali, neopredijeljeni i nepoznato – 123

### 2013.
Nacionalni sastav stanovništva 2013. godine, bio je sljedeći:
ukupno: 288
- Bošnjaci – 193
- Srbi – 1
- ostali, neopredijeljeni i nepoznato – 94

## Vanjske poveznice
- Satelitska snimka  Arhivirana inačica izvorne stranice od 21. veljače 2021. (Wayback Machine)